# متهم (مجموعه تلویزیونی)
متهم (اسپانیایی: Acusados‎) یک مجموعهٔ تلویزیونی درام اسپانیایی است که در سال ۲۰۰۹ منتشر شد.

## گزیدهٔ بازیگران
- بلانکا پورتیو
- خوزه کرونادو
- سیلویا آباسکال
- گویا تولدو
- ناتالیا سانچس
- آله‌خو سائوراس
- مونیکا لوپس
- سونیا آلمارچا
- خوئل بوسکد
- تامار نوواس
- آلبرتو آماریا
- ماریانا کوردرو